# Brachyelytrum erectum
 (février 2024).
La mise en forme du texte ne suit pas les recommandations de Wikipédia : il faut le « wikifier ».
Les points d'amélioration suivants sont les cas les plus fréquents. Le détail des points à revoir est peut-être précisé sur la page de discussion.
- Les titres sont pré-formatés par le logiciel. Ils ne sont ni en capitales, ni en gras.
- Le texte ne doit pas être écrit en capitales (les noms de famille non plus), ni en gras, ni en italique, ni en « petit »…
- Le gras n'est utilisé que pour surligner le titre de l'article dans l'introduction, une seule fois.
- L'italique est rarement utilisé : mots en langue étrangère, titres d'œuvres, noms de bateaux, etc.
- Les citations ne sont pas en italique mais en corps de texte normal. Elles sont entourées par des guillemets français : « et ».
- Les listes à puces sont à éviter, des paragraphes rédigés étant largement préférés. Les tableaux sont à réserver à la présentation de données structurées (résultats, etc.).
- Les appels de note de bas de page (petits chiffres en exposant, introduits par l'outil «  Source ») sont à placer entre la fin de phrase et le point final[comme ça].
- Les liens internes (vers d'autres articles de Wikipédia) sont à choisir avec parcimonie. Créez des liens vers des articles approfondissant le sujet. Les termes génériques sans rapport avec le sujet sont à éviter, ainsi que les répétitions de liens vers un même terme.
- Les liens externes sont à placer uniquement dans une section « Liens externes », à la fin de l'article. Ces liens sont à choisir avec parcimonie suivant les règles définies. Si un lien sert de source à l'article, son insertion dans le texte est à faire par les notes de bas de page.
- La présentation des références doit suivre les conventions bibliographiques. Il est recommandé d'utiliser les modèles {{Ouvrage}}, {{Chapitre}}, {{Article}}, {{Lien web}} et/ou {{Bibliographie}}. Le mode d'édition visuel peut mettre en forme automatiquement les références.
- Insérer une infobox (cadre d'informations à droite) n'est pas obligatoire pour parachever la mise en page.

Pour une aide détaillée, merci de consulter Aide:Wikification.
Si vous pensez que ces points ont été résolus, vous pouvez retirer ce bandeau et améliorer la mise en forme d'un autre article.
Espèce
Synonymes
Agrostis erecta (Schreber) Sprengel
Brachyeleytrum erectum var. glabratum (Vasey) T. Koyama & Kawano
Brachyelytrum aristosum var. glabratum Vasey
Dilepyrum erectum (Schreber) Farwell
Muhlenbergia erecta Schreber
Classification phylogénétique
Statut de conservation UICN

LC : Préoccupation mineure
Brachyelytrum erectum, connu sous les noms commun de brachyélytre (du Sud, dressé), est une espèce de plantes à fleurs de la famille des Poaceae. C'est une graminée vivace indigène d'Amérique du Nord. Son épithète spécifique « erectum » fait référence aux chaumes dressés de l'herbe.

## Description
Brachyelytrum erectum pousse en chaumes dressés qui peuvent mesurer de 30 à 100 cm (12 à 39"), présentant des nœuds pileux. Ses gaines foliaires hispides ont tendance à se recourber vers l'arrière et ses limbes scabreux mesurent de 3.5 à 15 cm (1,4 à 5,9") de long et 0.6 à 2 cm (0,24 à 0,79") de large. Les côtés abaxiaux des limbes des feuilles sont pileux sur leurs nervures, les côtés adaxiaux sont glabres. La panicule simple, portant quelques fleurs, est étroite et mesure de 5 à 20 cm (2,0 à 7,9") de long, avec des épillets mesurant de 2 à 4 cm (0,79-1,57") porté sur des pédicelles capillaires. La première glume a tendance à être obsolète ou vestigiale et la deuxième est aristée. Ses lemmes sont d'environ 1 mm (0,039 in) et hispide, avec des poils jusqu'à 6 mm (0,24") de longueur. Ses arêtes mesurent de 1.3 à 2 cm (0,51 à 0,79") de long et ses épillets mesurent de 7 à 12 mm (0,28 à 0,47"); ces derniers ont une apparence mince de poil nu derrière la paille sur environ la moitié aux deux tiers de sa longueur. Ses étamines mesurent de 3.5 à 6 mm (0,14 à 0,24") et ses caryopses mesurent de 5.5 à 7.5 mm (0,22 à 0,30") de longueur. L'herbe fleurit de juin à août,. Son nombre diploïde est 22.

## Distribution et habitat
Brachyelytrum erectum se retrouve dans les bois, les fourrés et parfois sur des lits de calcaire ou d'autres substrats rocheux alcalins. Il pousse au Canada depuis le lac des Bois jusqu'à Terre-Neuve et aux États-Unis, depuis l'ouest du Massachusetts jusqu'à l'Iowa et au sud jusqu'en Alabama, au Mississippi et en Louisiane.